# Skandinaviska myntunionen
Skandinaviska myntunionen eller Skandinaviska myntkonventionen var en överenskommelse om ett gemensamt, på guld grundat myntsystem, som den 27 maj 1873 slöts mellan Sverige och Danmark och vars bestämmelser, genom tilläggskonventionen av 16 oktober 1875, från och med 1 april 1876 även utsträcktes till Norge. Enligt överenskommelsen skulle länderna ha samma valutaenhet, benämnd krona i Sverige och krone i Danmark, och samma skiljemynt, öre. Det skulle gå hundra ören på varje krona. Mynten skulle ha samma giltighet i medlemsländerna, oavsett i vilket av dem de hade slagits.

## Myntkonventionens innebörd
Dåtidens myntvärden ansågs i sista hand bestämda av deras ädelmetallinnehåll. Vid tiden för myntunionens införande hade de nordiska länderna främst olika slags silvermynt (daler, riksdaler) som "huvudmynt". I och med myntkonventionen infördes en gemensam guldmyntfot för båda (senare alla tre) medlemsländernas valutor (1 kg guld = 2480 kronor, dvs. 1 krona ≈ 0,403 gram guld). Det var emellertid bara mynten av de högsta valörerna (5, 10 och 20 kronor) som verkligen innehöll sitt myntvärde i guld. Övriga mynt hade däremot noggrant föreskrivna innehåll av silver (i valörerna 2 och 1 krona samt 50, 25 och 10 öre) eller brons (i valörerna 5, 2 och 1 öre). Deras silver- respektive bronsinnehåll motsvarade dock inte hela deras formella guldvärde, utan värdet garanterades av att medlemsländerna garanterade att de kunde växlas in mot guldmynt.
Om man exempelvis råkade ha en norsk tvåkrona, en svensk och en dansk enkrona, en svensk femtioöring, och en dansk och en norsk tjugofemöring (vilket tillsammans till valörerna utgör fyra kronor och etthundra ören), så var man av myntkonventionen garanterad att i vilket som helst av de tre skandinaviska länderna få växla in dessa mynt mot en femkrona, som innehöll 5/2480 av ett kilogram guld.
Myntunionen var ett av få konkreta resultat av skandinavismen.  Innan myntunionen bildades hade Sverige haft riksdaler, medan Danmark tidigare hade danska riksdaler och Norge använde norska speciedaler, med olika värden och indelningar i (främst) skilling. I viss mån hade mynt med likartade namn slagna vid olika tid i samma land olika värden, beroende på deras mynthalt. Det nya myntsystemet innebar en kraftig förenkling, och det faktum att det kom att gälla i alla de tre skandinaviska länderna var en ytterligare fördel.

## Avvecklingen
Myntunionen klarade sig igenom unionsupplösningen mellan Sverige och Norge; det som till slut fällde myntunionen var spänningar mellan de tre ländernas ekonomier efter utbrottet av första världskriget 1914. I och med påfrestningarna i krigsekonomierna uppstod inflation, vilket gjorde att alla länderna inte längre kunde uppfylla sina garantier att lösa in mynt av lägre valörer och sedlar mot guldmynt. Eftersom myntkonventionen enbart var en valutaöverenskommelse, och det inte fanns någon liknande överenskommelse om ekonomisk samordning mellan länderna, kunde den inte förhindra att inflationen gick olika fort i de olika länderna.
Den skandinaviska myntunionen rubbades i själva sin grundval genom inställandet av sedlarnas inlösen mot guld efter krigsutbrottet, och verkningarna av de nordiska ländernas därmed avgjorda övergång till pappersmyntfot framträdde i danska kronans notering under pari redan i oktober 1915 och norska kronans i december samma år. 
Underkurserna kom sedermera att bli betydande gentemot svenska kronor, vilkas guldparitet återställdes vid utgången av 1922 (och guldmyntfoten i huvudsak från och med 1 april 1924). Efter införandet av guldspärr i Sverige 8 februari 1916 upptogs underhandlingar mellan de tre skandinaviska länderna, vilka ledde till en tilläggskonvention, som godkändes i Sverige med lag av 30 maj 1917 om skiljemynt av järn, liksom senare underhandlingar ledde till en ny tilläggskonvention, som fastställdes för Sverige i lag av 18 juni 1920 om skiljemynt av kopparnickel (jfr järnmynt, lagligt betalningsmedel och mynt). Danska och norska skiljemynt, som präglats enligt konventionen och de båda nämnda tilläggsbestämmelserna, förlorade emellertid giltighet som lagligt betalningsmedel i Sverige från och med 6 oktober 1924 genom förordningar av 11 april 1924. Dessa innehöll tillika förbud mot att i riket införa konventionsenligt präglade norska och danska skiljemynt från och med 1 maj 1924, dock att resande för eget behov ägde medföra sådana skiljemynt till ett belopp av högst 5 kronor. Den svenska kronan och ören var då mer värda än danska och norska motsvarigheter. Myntunionen upphävdes formellt 1972 men förlorade all verklig betydelse efter 1924.
Ett hittills bestående resultat av myntunionen är dock att Sverige, Norge, Danmark, och sedan dess självständighet även Island har samma namn på sina mynt, och för de tre förstnämnda länderna också myntvärden i samma storleksordning. Den isländska kronans värde ligger dock väsentligen lägre än de övriga.